# Shilaidaha
Shilaidaha Kuthibadi (bengalisch শিলাইদহ) ist ein Ort im Kreis Kumarkhali Upazila des Distrikts Kushtia in Bangladesch. Im Ort befindet sich das Kuthi Bari, ein Landhaus von Dwarkanath Tagore, dem Großvater von Rabindranath Tagore. Rabindranath Tagore lebte dort eine Zeitlang und hat einige seiner Gedichte da verfasst.

## Shelaidaha Kuthi Bari
1890 begann Tagore die Familiengrundstücke in Shelaidaha zu verwalten. Er verbrachte dort ein Jahrzehnt in unregelmäßigen Intervallen zwischen 1891 und 1901. Das Landhaus wurde von seinem Vater Maharshi Debendranath Tagore erbaut. Später wurde das Anwesen von der Bank aufgekauft, da es eine Bankschuld gab. Das Gebäude wurde versteigert und kam in den Zamindar-Besitz der Familie Roy von Bhagyakul (Munshiganj). Das Haus gehörte zum Anwesen der Familie, bis das Zamindari-System durch den East Bengal State Acquisition and Tenancy Act von 1950 aufgehoben wurde. Syed Murtaza Ali, der damalige Divisional Commissioner von Rajshahi, ergriff 1958 die Initiative das verwahrloste Haus zu erhalten. Während der Renovierung wurde allerdings die Wandfarbe des Hauses verändert und das Haus rot gestrichen, so dass es ähnlichen Häusern von Zamindars im Distrikt gleicht.

### Architektur
Das Haus ist dreigeschossig, ein Bau aus Zieglen und Holz und das Dach gedeckt mit Zinkplatten. Das Gebäude hat pyramidenform und steht auf einer erhöhten Terrasse. das gesamte Anwesen hat eine Fläche von 11 acre (4, 45 ha).

## Museum
Die Renovierung von Kuthi Bari wurde vom Department of Archaeology, Ministry of Cultural Affairs beauftragt. Das Haus dient heute als Museum (Tagore Memorial Museum), in dem viele Alltagsgegenstände von Tagore ausgestellt werden, unter anderem seine Budgerow (Hausboot-Barke).

## Festivals
Im Laufe des Jahres werden mehrere Festtage besonders gefeiert, unter anderem der 25th Baishakh als Tagores Geburtstag. Es wird ein fünftägiges Festival veranstaltet.

## Galerie

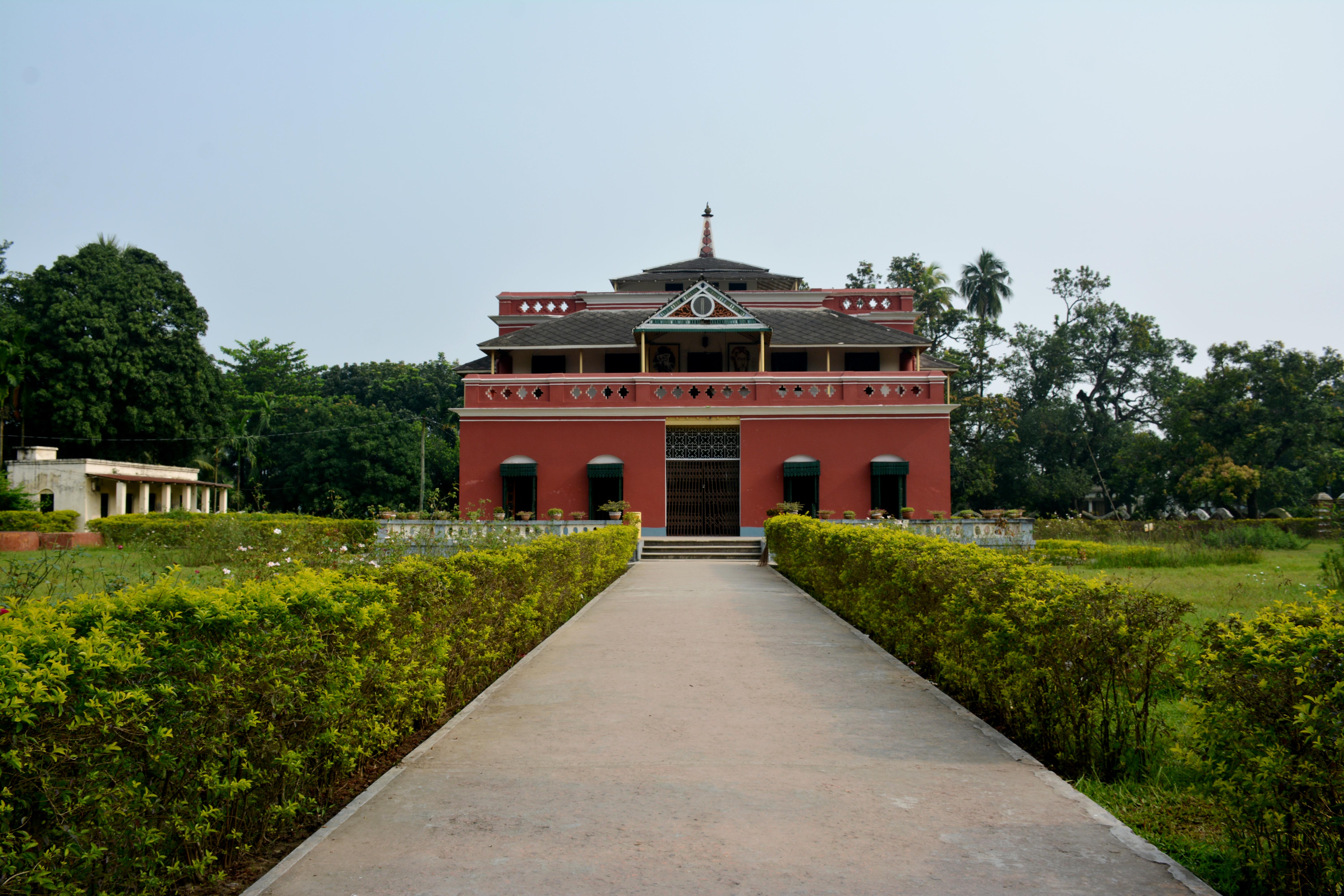
Shilaidaha Kuthibadi, 2015
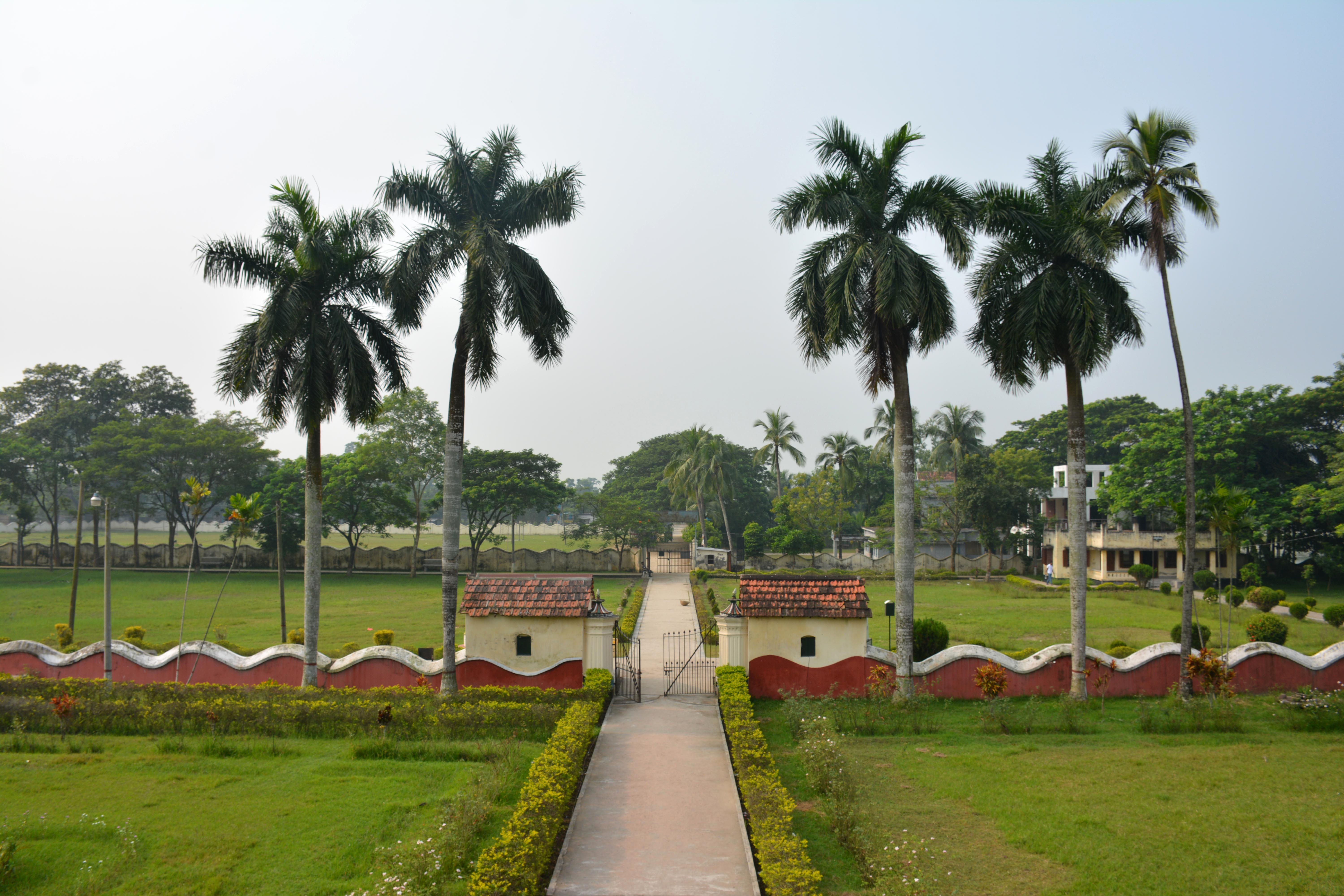
Shilaidaha Kuthibadi
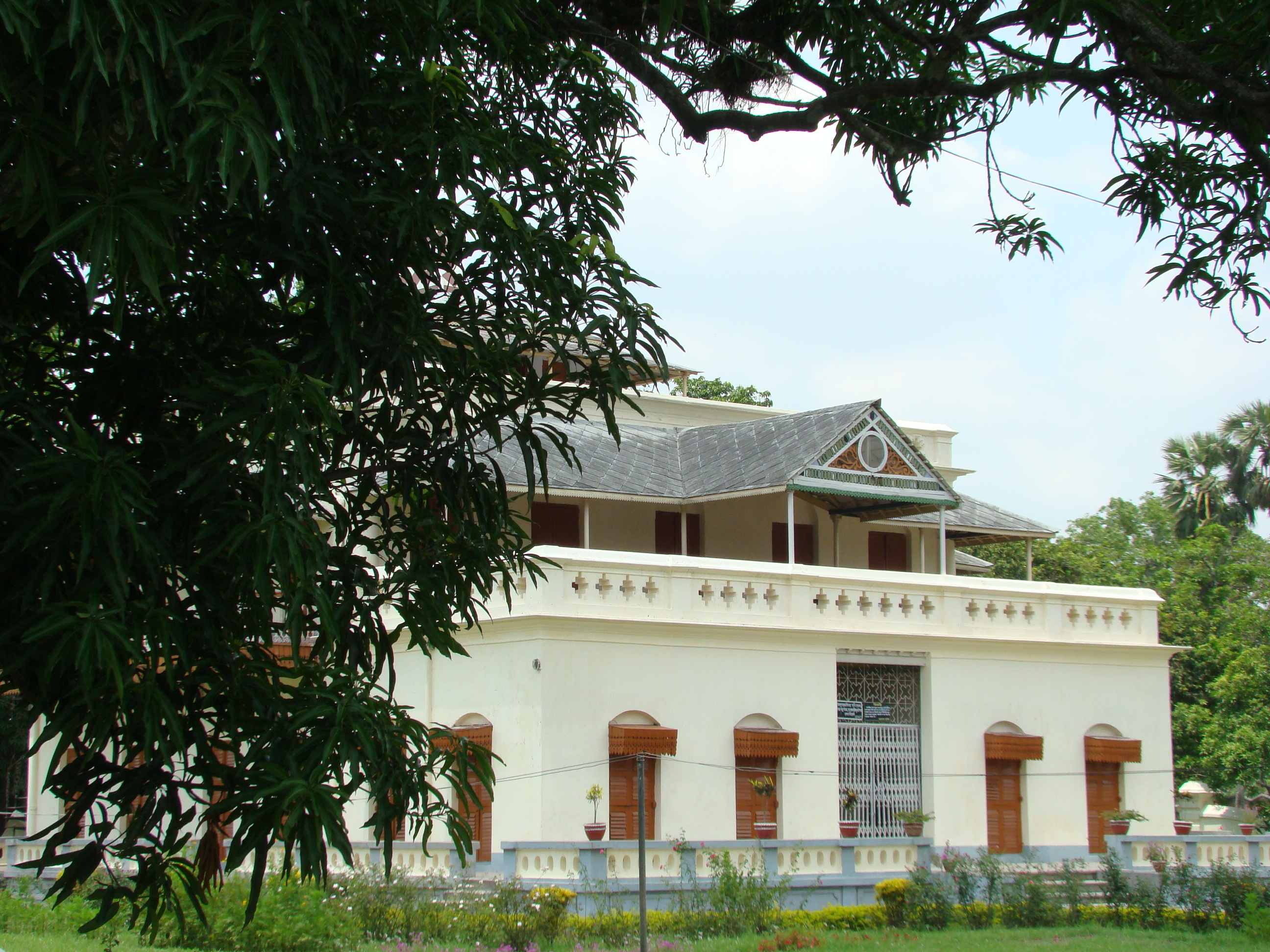
Shilaidaha Kuthibadi 2008
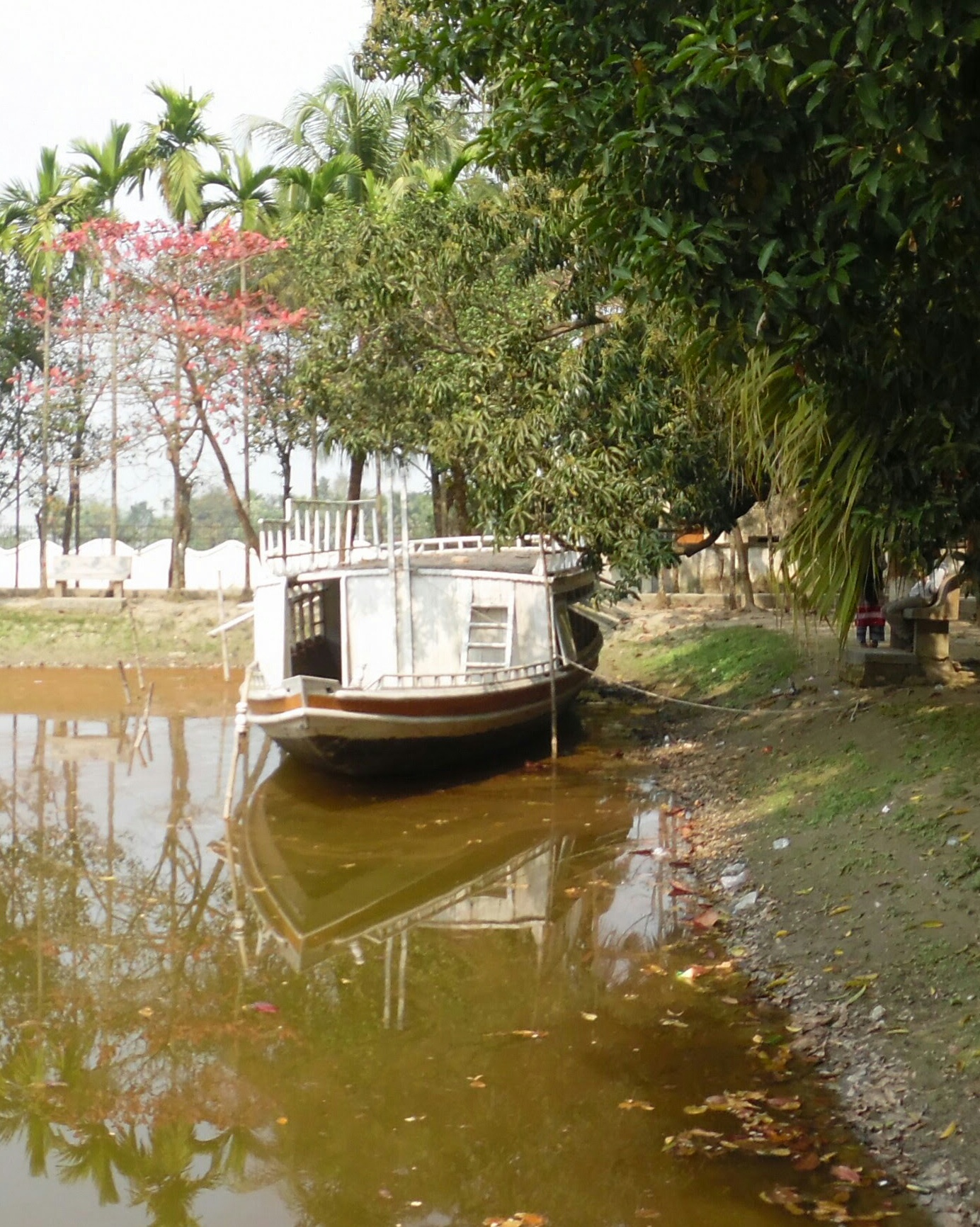
Nachbildung von Tagores Boot, auf dem Teich des Shelaidaha kuthibari, 2016